# Piñuel
Piñuel es una localidad española perteneciente al municipio de Bermillo de Sayago, en la provincia de Zamora, y la comunidad autónoma de Castilla y León.
Su término pertenece a la histórica y tradicional comarca de Sayago. Junto con las localidades Fadón, Bermillo, Fresnadillo, Gáname, Torrefrades, Villamor de Cadozos y Villamor de la Ladre, conforma el municipio de Bermillo de Sayago. Se encuentra ubicado por carretera entre las localidades de Malillos y Torrefrades.

## Toponimia
El nombre de esta localidad puede derivar de un nombre personal de origen latino, Piniolus, que debió de ser frecuente en la Edad Media.
En el cerro Piñolino, pudo estar el primer emplazamiento de esta localidad, topónimo del que derivó el nombre actual del pueblo. Allí, en las cortinas de la Ermita y de Las Fraguas, se han encontrado restos de cerámica, posiblemente prerrománica o romana.

## Historia
Aunque existen testimonios de asentamientos anteriores, Piñuel y las antiguas dehesas comprendidas en su territorio datan de época medieval, como propiedades eclesiásticas. En este sentido, las iglesias de Torrefrades y Piñuel pertenecían al beneficio curado de la iglesia de San Miguel de Fresno de Sayago.
En el cerro Piñolino, se dice que estuvo el primer emplazamiento del pueblo, del que derivaría el actual nombre. Allí, en las Cortinas de la Ermita y de Las Fraguas, se han encontrado restos de cerámica prerromana y romana. En el pago de Los Modorrones, de la dehesa de San Pablo de Cetre, hoy propiedad de las gentes de Piñuel, aparece cerámica romana. Por las casas de La Cetre cruza la calzada romana que viene de Torrefrades y llega a Sogo. 
En todo caso, en la Edad Media, Piñuel quedó integrado en el Reino de León, época en que habría sido repoblado por sus monarcas en el contexto de las repoblaciones llevadas a cabo en Sayago.
Posteriormente, en la Edad Moderna, Piñuel estuvo integrado en el partido de Sayago de la provincia de Zamora, tal y como reflejaba en 1773 Tomás López en Mapa de la Provincia de Zamora.
Perteneció a la cuadrilla de Luelmo, que era una de las cuatro en que se dividía el antiguo partido de Sayago dentro de la jurisdicción de la ciudad de Zamora.
Así, al reestructurarse las provincias y crearse las actuales en 1833, la localidad se mantuvo en la provincia zamorana, dentro de la Región Leonesa, integrándose en 1834 en el partido judicial de Bermillo de Sayago, dependencia que se prolongó hasta 1983, cuando fue suprimido el mismo e integrado en el partido judicial de Zamora.

## Geografía humana

### Demografía
| Gráfica de evolución demográfica de Piñuel entre 1842 y 1960 |
| |
| Población de derecho según los censos de población del INE Población de hecho según los censos de población del INEEntre el censo de 1970 y el anterior, este municipio desaparece porque se integra en el municipio 49023 (Bermillo de Sayago) |

### Transportes
El acceso a la localidad se hace a través de una carretera local que enlaza con la carretera ZA-302 a la altura de Torrefrades y que une con la capital municipal, Bermillo de Sayago hacia el oeste y con El Cubo de Tierra del Vino hacia el este, donde permite acceder a la autovía Ruta de la Plata que une Gijón con Sevilla y a la N-630, carretera nacional de igual recorrido. 
En cuanto al transporte público se refiere, tras el cierre del Ferrocarril Ruta de la Plata, que pasaba por el cercano municipio de El Cubo y tenía parada en el mismo, no existen servicios de tren en el municipio ni en los vecinos, ni tampoco línea regular con servicio de autobús, siendo las estaciones más cercanas las de Zamora capital. Por otro lado el aeropuerto de Salamanca es el más cercano, estando a unos 86 km de distancia.

## Patrimonio
- Destaca la iglesia de San Juan Bautista, en la que se guardan pinturas murales, una talla de la virgen del siglo XVI y otra de un crucificado del siglo XVII. Contó con dos ermitas, hoy desaparecidas: «ermita del Humilladero», que se situaba en el actual cementerio y «ermita de San Pablo de la Cetre», que en principio fue iglesia y dependía del beneficio curado de la población de Sobradillo de Palomares.[11]

- El Caño y su lavadero.

## Fiestas
- Novenas: 40 días después de Semana Santa.
- Ofertorio: segundo domingo de octubre, ofertorio a la Virgen del Rosario.
- Fiesta del verano: último o penúltimo fin de semana de agosto.